# Pompignan (Gard)
Pompignan – miejscowość i gmina we Francji, w regionie Oksytania, w departamencie Gard.
Według danych na rok 1990 gminę zamieszkiwało 611 osób, a gęstość zaludnienia wynosiła 15 osób/km² (wśród 1545 gmin Langwedocji-Roussillon Pompignan plasuje się na 466. miejscu pod względem liczby ludności, natomiast pod względem powierzchni na miejscu 95.).